# Antônio de Castro Alves
Antônio Federico de Castro Alves (* 14. März 1847 in Curralha, Bundesstaat Bahia, Brasilien; † 6. Juli 1871 in Salvador da Bahia, Bundesstaat Bahia, Brasilien) war ein brasilianischer Lyriker und Dramatiker sowie Abolitionist.

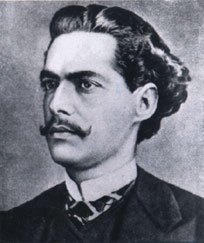
Antônio Federico de Castro Alves

Castro Alves gilt als letzter Vertreter der literarischen Romantik in Brasilien. Auch war er ein großer Kämpfer gegen die kaiserliche Monarchie und für die Abschaffung der Sklaverei in Brasilien.
Außerdem begründete er die moderne brasilianische Lyrik. Daneben ist er eine der bedeutendsten Gestalten des oftmals marginalisierten und verspotteten Nordosten Brasiliens.

## Leben und Wirken

### Geburt, Herkunft und erste Jahre
Castro Alves wurde am 14. März 1847 auf einer Fazenda nahe der Kleinstadt Curralha geboren. Die Fazenda lag unmittelbar am Fluss Paraguaçu. Sein Großvater war ein prominenter Militär in den Befreiungskämpfen Brasiliens gegen Portugal, sein Vater war Arzt und Hochschullehrer für Medizin. Kurz nach seiner Geburt zog man nach Muritiba, wo er die ersten Lebensjahre verbrachte. Er entstammte der wohlhabenden Mittelschicht Brasiliens und war das zweite von sechs Kindern. Später zog die Familie nach Salvador da Bahia.

### Kindheit, Jugend und erste Verse
1853 kam er ans Liceum Colégio Sebrão, das vom Baron de Macaubras geleitet wurde. Mit sechzehn Jahren erkrankte er an der Tuberkulose und es entstanden die ersten Gedichte überhaupt, Liebesgedichte, auf eine verflossene Liebe. In seiner Jugend las er viel und Victor Hugo, Heinrich Heine und Lord Byron wurden zur prägendsten Literatur. In seiner Schulzeit lernte er auch Ruy Barbosa kennen, der später Finanzminister wurde und ein guter Lebensfreund war. 1862 kam er mit seinem Bruder nach Recife, um Rechtswissenschaften zu studieren, fiel aber zweimal durch die Aufnahmeprüfung. Seine erste Veröffentlichung – ein Gedicht über die Zerstörung Jerusalems – fand in dieser Zeit in einem Magazin Platz und brachte ihm erste Anerkennung ein.

### Liebe zu Eugenia Camara, Rezitationen in Theatern und Schicksalsschläge
1868 kam er nach São Paulo, wo er die Liebe seines Lebens, die portugiesische Schauspielerin Eugenia Camara, kennenlernte, jedoch hielt die Beziehung nur zwei Jahre. In dieser Zeit starb sein Vater und sein älterer Bruder beging Selbstmord. Trotz allem nahm er sein Studium der Rechtswissenschaften wieder auf.
In Theatern deklamierte und rezitierte er vor einem kleinen Publikum seine Verse. Seine Partnerin spielte in São Paulo in seinem einzigen Theaterstück, über den Dichter Tomás Antônio Gonzaga, das ihm Achtung einbrachte und gute Kritiken, mit.

### Unfall und Tod
Durch einen Jagdunfall im Sommer 1870 – er schoss sich versehentlich selbst ins Bein – musste ihm das linke Bein abgenommen werden. Es hätte ihm  sonst ein Gangrän gedroht. Er bekam eine Prothese und einen Hilfsstock.
Am 6. Juli 1871 starb Castro Alves im Alter von 24 Jahren in Salvador da Bahia an den Folgen seiner Tuberkuloseerkrankung.

## Abolitionismus
Zusammen mit seinem besten Freund, Ruy Barbosa, gründete er eine Abilitonisten-Gesellschaft zur Bekämpfung der Sklaverei.
Mit vielen Gedichten bekämpfte er die Sklaverei auf seine Weise, sie wurden später allerdings ausschlaggebend für die Abschaffung der Sklaverei in Brasilien im Jahr 1888.
Bekannte Gedichte mit dieser Thematik sind Das Sklavenschiff (O Navio Negreiro) und Die Sklaven (Os Escravos). Die Ballade A Cachoeira de Paulo Afonso erzählt die Geschichte einer jungen Sklavin, die vom Sklavenbesitzersohn vergewaltigt wird.
Er war der Erste in Brasilien, der das Thema Sklaverei in seinem Werk und als Lyriker verarbeitete.

## Castro Alves Lyrik
Die Lyrik von Castro Alves ist neben der Sklaventhematik vor allem durch patriotische, erotische und düster-melancholische Gedichte geprägt.
Auch begründete er ein Magazin, A Luz (Das Licht).
Zu Lebzeiten erschien 1870 lediglich ein Gedichtband mit frühen, erotischen und abolitionistischen Gedichten. Die meisten seiner Verse erschienen posthum.
Auf Deutsch ist er als Mensch und in seinem Werk am besten durch das 1958 erschienene Buch von Hans-Jürgen Horch „Antônio Castro Alves – Seine Sklavendichtung und ihre Beziehungen zur Abolition in Brasilien“, de Gruyter Verlag, greifbar.
Bisher sind rund 50 Ausgaben seiner Werke erschienen.
Zu seinen Bewunderern gehörten José de Alencar und Machado de Assis.
Und auch war er ein bedeutender Vertreter des Condorismo, einer literarischen Strömung der brasilianischen Romantik.

## Rezeption
Inzwischen gilt Castro Alves in Brasilien als Kultfigur, bis ins 21. Jahrhundert. Er ist Vorbild für afro-brasilianische Menschen, junge Lyriker und Menschen mit Behinderungen und Erkrankungen.
Nach seinem Tod wurden seine Gedichte bei verschiedenen öffentlichen Veranstaltungen im Land deklamiert, seine Geburtsstadt wurde 1900 ihm zu Ehren in Castro Alves umbenannt (Cidade de Castro Alves). Zweimal wurde sein Leben verfilmt, 1949 und 1999. Er ist Patron des 7. Stuhls der brasilianischen Akademie für Literatur. Heute trägt er den Titel Dichter der Sklaven (Brasiliens), der ihm durch die Akklamation in der Bevölkerung zueignet wurde.

## Zitate
„Ich spüre in mir das Sprudeln des Geistes.“

„Zu sterben, wo diese Welt doch ein Paradies ist!“

„Lasst sie in die riesigen Wälder kommen:

Lasst sie sich über den tiefblauen Himmel freuen,

Lasst sie in all den Reichtümern schwelgen,

Um welche die Alte Welt Brasilien beneidet.“
(aus Castro-Alves, Juvenilia, 1861).

## Werk
- Gonzaga. A Revolução de Minas, 1867 (Welturaufführung 1868 in São Paulo), Theaterstück.
- Espumas Flutuantes, Lyrik, 1870.
- Vozes de Africa (Stimmen Afrikas), Lyrik 1880, posthum.
- Os Escravos (Die Sklaven), Lyrik, 1883, posthum.
- A Obra completa (Das Gesamtwerk), 1960.